# レスリー・ウェスト
レスリー・ウェスト（Leslie West、1945年10月22日 - 2020年12月23日）は、アメリカ合衆国出身のギタリスト、ヴォーカリスト。1969年にソロ・デビューを果たし、同年にマウンテンを結成した。

## 来歴
ニューヨークのフォレスト・ヒルズで生まれた。少年時代にテレビでエルヴィス・プレスリーを見て音楽に目覚める。最初に弾いた楽器はウクレレだった。
1960年代中期よりヴァグランツというバンドで活動。ヴァグランツは1967年にフェリックス・パパラルディの推薦によってアトコ・レコードとの契約を得て、パパラルディが提供した曲を彼のプロデュースでシングル発表した。同年、オーティス・レディングの「リスペクト」のカヴァーが東海岸でローカル・ヒットとなった。
1969年、パパラルディのプロデュースによるデビュー・アルバム『マウンテン』を発表し、Billboard 200で72位を記録した。
ウェストとパパラルディ（ベース、ヴォーカル）は同年、『マウンテン』の制作に参加したN.D.スマート（ドラムス）、元ジ・デヴィルズ・アンヴィル、ウイングスのスティーヴ・ナイト（キーボード）とマウンテンを結成した。彼等は7月にフィルモア・ウェストでライブ・デビューし、8月にはウッドストック・フェスティバルに出演した。その後、スマートに替えてエナジーのコーキー・レイングを迎えて、1970年にデビュー・アルバム『勝利への登攀』を発表。シングル・カットされた「ミシシッピー・クイーン」は全米21位のヒットとなった。
1971年3月、ウェストはニューヨークのレコード・プラント・スタジオで行なわれていたザ・フーのアルバム『フーズ・ネクスト』のレコーディング・セッションに招かれて、マーヴィン・ゲイの「ベイビー・ドント・ユー・ドゥ・イット」のカヴァーの録音に参加し、「無法の世界」や「ビハインド・ブルー・アイズ」のデモ録音にも協力した。彼が参加した「ベイビー・ドント・ユー・ドゥ・イット」は最終的にはアウトテイクになり、2003年に発売された『フーズ・ネクスト』のデラックス・エディション盤にボーナス・トラックとして収録された。
1972年1月、マウンテンが解散。ウェストとレイングは、元クリームのジャック・ブルース（ベース、ヴォーカル）とウェスト、ブルース&レイング（WBL）を結成。第1弾アルバム『ホワイ・ドンチャ』（1972年）はBillboard 200で26位を記録するが、次作『ホワットエヴァー・ターンズ・ユー・オン』（1973年）は87位に終わった。WBLは同アルバムを制作した後に活動を停止。ウェストとレイングはアメリカでミッチ・ライダーとLeslie West and The Wild West Showを結成してコンサート活動を行なった。
1973年8月、ウェストはパパラルディとマウンテンを再結成して日本公演を行なった。
彼等は同年11月からアメリカ・ツアーを行なった後、レイングを迎えた新作アルバムを1974年7月に発表。ツアーの後、年末に再び解散した。
1975年にファントム・レコードから発売されたソロ・アルバム『華麗なるファツビー』には、ミック・ジャガーやキース・リチャーズらと共作した「ハイ・ローラー」が収録され、ジャガーはレコーディングにもギターでゲスト参加した。エド・キング脱退後のレーナード・スキナードに加入する話も持ち上がるが、実現しなかった。1978年にはカリフォルニア州に移住し、スティーヴ・マリオットと共にザ・ファームという新バンドを結成しようとするが、最終的にはニューヨークに戻ってギター教室を開く。
1980年代にはレイングと共にマウンテンの再結成を計画し、1985年に元コロシアムのマーク・クラーク（ベース）を迎えて3人編成でアルバム『風林火山』（原題：Go for Your Life）を発表したが、この再結成は短期間で終わった。
1988年のソロ・アルバム『Theme』で再びジャック・ブルースと共演した。その後はソロ活動を主体としつつ、レイングと共にマウンテンも断続的に再結成している。また他のミュージシャンの作品にもセッション参加した。ビリー・ジョエルのアルバム『リヴァー・オブ・ドリームス』（1993年）では3曲でギターを弾き、ジョー・リン・ターナーのカヴァー・アルバム『アンダー・カヴァー2』（1999年）及びオジー・オズボーンのカヴァー・アルバム『アンダー・カヴァー』（2005年）では、マウンテンの「ミシシッピー・クイーン」に参加した。
2011年、糖尿病の合併症により右足が悪くなり6月に切断手術を受けるが、同年にはスラッシュ、ビリー・ギボンズ、ザック・ワイルド、スティーヴ・ルカサー等をゲストに迎えたソロ・アルバム『Unusual Suspects』を発表した。2012年1月にはライヴ活動も再開させている。ジョニー・ウィンターの遺作となったアルバム『ステップ・バック〜ルーツ2』（2014年）では、「のっぽのサリー」にフィーチャリング・ゲストとして参加した。
2020年12月21日月曜日、フロリダ州デイトナ近くの自宅で心停止を起こして病院に搬送された。2日後の12月23日水曜日、意識を取り戻すことがないまま死去。75歳没。

## ディスコグラフィ

### ソロ・アルバム
- マウンテン - Mountain（1969年）
- 華麗なるファツビー - The Great Fatsby（1975年）
- レスリー・ウエスト・バンド参上 - The Leslie West Band（1976年）
- Theme（1988年）
- アリゲーター - Alligator（1989年）
- Night of the Guitar- Live!（1989年）
- Live（1993年）
- ダッジン・ザ・ダート - Dodgin' the Dirt（1994年）
- As Phat as it Gets（1999年）
- Blues to Die For（2003年）
- Guitarded（2005年）
- Got Blooze（2005年）
- Blue Me（2006年）
- Unusual Suspects（2011年）
- Still Climbing（2013年）
- Soundcheck（2015年）

### ウェスト、ブルース&レイング
- ホワイ・ドンチャ - Why Dontcha（1972年）
- ホワットエヴァー・ターンズ・ユー・オン - Whatever Turns You On（1973年）
- ライヴ・ン・キッキン - Live 'n' Kickin'（1974年）